# Pseudophilotes cavazzae
Pseudophilotes cavazzae är en fjärilsart som beskrevs av Romei 1927. Pseudophilotes cavazzae ingår i släktet Pseudophilotes och familjen juvelvingar. Inga underarter finns listade.